# Proshop
Proshop ist ein dänischer, international tätiger Onlineshop mit Sitz in Højbjerg bei Aarhus.

## Geschichte
Proshop wurde 1995 von Poul Thyregod und Mads Landrok in Aarhus gegründet und war der erste Onlinehändler von Elektronik-Produkten Dänemarks. Das Unternehmen wuchs zu einem der größten dänischen Online-Einzelhändler und erzielte einen Umsatz von 2,7 Mrd. Dänischen Kronen (ca. 362 Mio. Euro) im Jahr 2021.
Die Unternehmensphilosophie von Proshop ist es zum einen, durch Expansion in neue Länder und Vergrößerung des Sortiments ein breiteres Angebot aufzustellen. Zum anderen soll durch die Automatisierung der Lager- und Bestellvorgänge schneller und effizienter gearbeitet werden. Mit diesem Modell konnte der Umsatz des Online-Shops innerhalb von fünf Jahren verdoppelt werden, außerdem soll so eine auch zukünftig wettbewerbsfähige Marktposition sichergestellt werden. Die Maßnahmen zur Automatisierung beinhalten etwa einen auf wettbewerbsfähige Preise spezialisierten Preis-Roboter, sowie ein automatisiertes Lagerhaus in Højbjerg mit 40 Lager-Robotern.
Jährlich werden etwa 1 Mio. Artikel von Proshop verschickt. Der Firmensitz befindet sich in Højbjerg bei Aarhus, zwei Abholstationen ebendort und in Kopenhagen, sowie eine örtliche Geschäftsstelle in Norwegen. Proshop ist derzeit in Dänemark, Schweden, Norwegen, Finnland, Deutschland, Österreich und Polen aktiv.

## Sortiment
Das Sortiment von Proshop umfasst mehr als 180.000 Artikel. Der Schwerpunkt liegt auf Elektronik-Produkten wie etwa Haushaltsgeräten, Handys, PCs und Zubehör, Foto und Video, Software, TV & Hifi, Gaming-Zubehör und Netzwerkgeräten. Weiterhin werden auch Waren für z. B. Haus und Garten angeboten, oder etwa Spielzeug, Werkzeug, Büroartikel und Beleuchtung.

## Soziales Engagement
Proshop beschäftigt mehrere Mitarbeiter mit Autismus. Diese kommen von der Berufausbildungsstätte AspIT, welche jungen Erwachsenen mit Autismus, ähnlichen Diagnosen und besonderen Bedürfnissen hilft, sich auf den Arbeitsmarkt im IT-Bereich vorzubereiten.